# Ensoniq
Ensoniq war ein US-amerikanisches Unternehmen mit Firmensitz in Malvern, Pennsylvania, welches jahrelang marktführend im Bereich Hardware-Sampler und Synthesizer war. Es wurde 1982 von Robert „Bob“ Yannes (Entwickler des MOS Technology SID-Chip der im Commodore 64 Heimcomputer eingesetzt wurde) sowie weiteren ehemaligen Mitarbeitern der Firma MOS Technology gegründet. 
1997 wurde Ensoniq von Creative Technology für 77 Millionen US-Dollar aufgekauft.

## Produkte

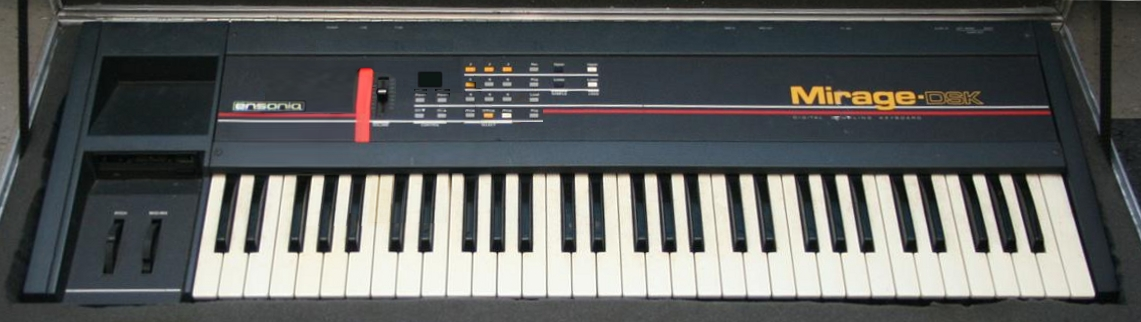
Mirage DSK-1 (c.1985)

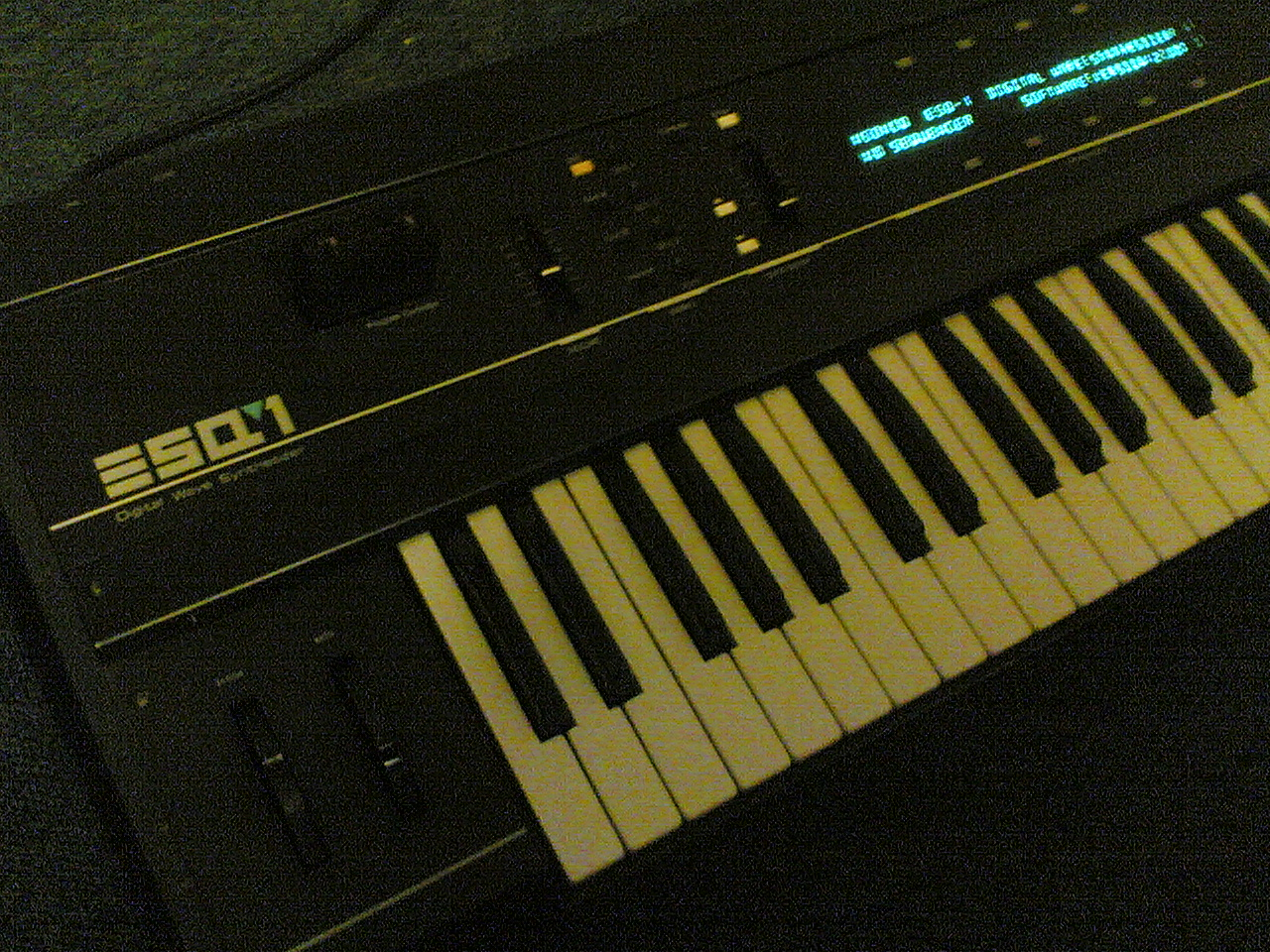
ESQ-1 (1986)

### Sampler
- ASR 10/ASR 88
- ASR-X
- ASR-X Pro
- EPS
- EPS 16+
- Mirage

### Synthesizer
- ESQ-1/ESQ-M
- Fizmo
- KS-32
- KT-76/KT-88
- MR-61/MR-76
- MR-Rack
- SD-1/SD-1 32voice
- SQ-1/Plus
- SQ-2
- SQ-80
- SQ-R/SQ-R+ 32voice
- TS-10/TS-12
- VFX/VFX-SD/VFX-SD II

### Effektgeräte
- DP4
- DP4+
- DP2
- DP-Pro